# Walther MP
De Walther MP is een machinepistool geproduceerd door Walther in West-Duitsland van 1963 tot 1985. Het wapen is ingericht voor 9x19mm Parabellum pistoolpatronen.

## Varianten
Er zijn twee versies van de Walter MP namelijk de Walther MPK en de Walther MPL. De Walther MPK (Maschinenpistole Kurz / kort machinepistool) heeft een korte loop en heeft daardoor minder bereik. De Walther MPL (Maschinenpistole Lang / lang machinepistool) heeft in vergelijking met de MPK een langere loop en een groter bereik. Beide wapens zijn uitgerust met een inklapbare stalen kolf.

## Statistieken[1]
|                                 | Walther MPL       | Walther MPK       |
| ------------------------------- | ----------------- | ----------------- |
| Kaliber                         | 9x19mm Parabellum | 9x19mm Parabellum |
| Gewicht (niet geladen)          | 3,0 kg            | 2,83 kg           |
| Lengte (met kolf / zonder kolf) | 746 / 462 mm      | 659 / 381 mm      |
| Lengte loop                     | 260 mm            | 173 mm            |
| Vuursnelheid                    | 550 rpm           | 550 rpm           |
| Effectief bereik                | 200 m             | 100 m             |
| Capaciteit                      | 32 patronen       | 32 patronen       |

## Gebruikers
- Brazilië - MPK
- Colombia - MPK
- Duitsland - beide
- Mexico
- Portugal
- Venezuela
- Verenigde Staten - MPK
- Zimbabwe - MPK